# Polystachya albescens
Espèce
Synonymes
- Polystachya albescens subsp. albescens[1]

Statut de conservation UICN

 LC  : Préoccupation mineure
Polystachya albescens Ridl. est une espèce de plantes à fleurs de la famille des Orchidaceae et du genre Polystachya, selon la classification phylogénétique. C'est une orchidée présente en Afrique tropicale.

## Description
C'est une épiphyte.

## Habitat

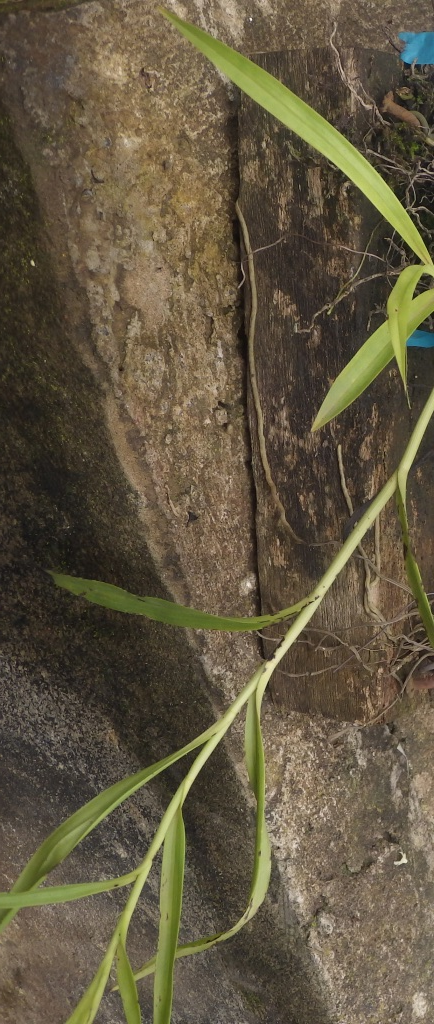
Feuilles Polystachya albescens subsp. angustifolia (Summerh.) Summerh.

Elle se développe dans les forêts humides et dans les forêts fluviales d'Afrique tropicale. Dans plusieurs localités, son habitat diminue à cause de l'agriculture, de l'exploitation forestière et de l'urbanisation.

## Liste des sous-espèces
La sous-espèce Polystachya albescens Ridl.subsp. manengouba Sanford est endémique du Cameroun. Comme son épithète spécifique manengouba le suggère, on la trouve sur le mont Manengouba dans la région du Littoral.

La sous-espèce Polystachya albescens Ridl. subsp. principensis Stévart est endémique de Sao Tomé-et-Principe. Comme son épithète principensis le suggère, on la trouve sur l'île de Principe.
Selon Catalogue of Life (10 septembre 2017) :
- sous-espèce Polystachya albescens subsp. albescens
- sous-espèce Polystachya albescens subsp. angustifolia
- sous-espèce Polystachya albescens subsp. imbricata
- sous-espèce Polystachya albescens subsp. kraenzlinii
- sous-espèce Polystachya albescens subsp. manengouba
- sous-espèce Polystachya albescens subsp. musozensis
- sous-espèce Polystachya albescens subsp. polyphylla
- sous-espèce Polystachya albescens subsp. principensis

Selon World Checklist of Selected Plant Families (WCSP) (10 septembre 2017) :
- sous-espèce Polystachya albescens subsp. albescens
- sous-espèce Polystachya albescens subsp. angustifolia (Summerh.) Summerh. (1958)
- sous-espèce Polystachya albescens subsp. imbricata (Rolfe) Summerh. (1958)
- sous-espèce Polystachya albescens subsp. kraenzlinii (Rolfe) Summerh. (1958)
- sous-espèce Polystachya albescens subsp. manengouba W.Sanford (2001)
- sous-espèce Polystachya albescens subsp. musozensis (Rendle) Summerh. (1958)
- sous-espèce Polystachya albescens subsp. polyphylla (Summerh.) Stévart, Adansonia, sér. 3 (2004)
- sous-espèce Polystachya albescens subsp. principensis Stévart (2000)

Selon NCBI (10 septembre 2017) :
- sous-espèce Polystachya albescens subsp. imbricata

Selon The Plant List (10 septembre 2017) :
- sous-espèce Polystachya albescens subsp. imbricata (Rolfe) Summerh.
- sous-espèce Polystachya albescens subsp. kraenzlinii (Rolfe) Summerh.
- sous-espèce Polystachya albescens subsp. musozensis (Rendle) Summerh.
- sous-espèce Polystachya albescens subsp. polyphylla (Summerh.) Stévart

Selon Tropicos (10 septembre 2017) (Attention liste brute contenant possiblement des synonymes) :
- sous-espèce Polystachya albescens subsp. albescens
- sous-espèce Polystachya albescens subsp. angustifolia (Summerh.) Summerh.
- sous-espèce Polystachya albescens subsp. imbricata (Rolfe) Summerh.
- sous-espèce Polystachya albescens subsp. kraenzlinii (Rolfe) Summerh.
- sous-espèce Polystachya albescens subsp. manengouba W. Sanford
- sous-espèce Polystachya albescens subsp. musozensis (Rendle) Summerh.
- sous-espèce Polystachya albescens subsp. polyphylla (Summerh.) Stévart
- sous-espèce Polystachya albescens subsp. principensis Stévart